# Clubiona esuriens
Clubiona esuriens is een spinnensoort in de taxonomische indeling van de struikzakspinnen (Clubionidae).
Het dier behoort tot het geslacht Clubiona. De wetenschappelijke naam van de soort werd voor het eerst geldig gepubliceerd in 1897 door Tord Tamerlan Teodor Thorell.